# Sven-Ingvar Andersson
Sven-Ingvar Andersson (født 22. august 1927 i Södra Sandby, Lunds kommun, død  27. juli 2007 i København) var en svensk landskabsarkitekt, der var internationalt kendt for sine udsmykninger og forskønnelsesprojekter.
Andersson blev i 1959 lærer ved Kunstakademiets Arkitektskole i København og avancerede i 1963 til professor ved afdeling for landskabs- og havekunst, hvor han virkede frem til 1997. Han modtog flere udmærkelser bl.a. Eckersberg Medaillen i 1987 og Prins Eugen Medaljen i 1988, Nykredits Arkitekturpris 2001 samt C.F. Hansen Medaillen og Friedrich-Ludwig-von-Sckell-Ehrenring. Han var æresmedlem af Danske Landskabsarkitekter.
Blandt hans mange projekter kan nævnes Karlsplatz i Wien (sammen med Odd Brochmann, 1971-78), Trinitatis Kirkeplads i København i 1982, dufthaven i Ronneby, Sverige (1987) og Museumsplein i Amsterdam, 1992-1993. 
Han har især markeret sig internationalt i kompagniskab med den danske arkitekt Johan Otto von Spreckelsen. Duoen vandt førstepræmien ved konkurrencerne om Parc de la Villette (1982) og Menneskehedens Triumfbue (1983, fuldført 1989), begge i Paris. 
Sven-Ingvar Andersson har publiceret en del bøger om havekunst og landskabsarkitektur, bl.a. bogen Havekunst i Danmark (1990, sammen med Annemarie Lund) og Europas store haver (2005, sammen med Margrethe Floryan). Posthumt udkom hans sidste bog Breve fra min have (svensk 2008, dansk udgave 2009).